# ایرماک‌یانی (یوسف‌علی)
ایرماک‌یانی (به ترکی استانبولی: Irmakyanı) یک منطقهٔ مسکونی در ترکیه است که در یوسف‌علی واقع شده‌است. ایرماک‌یانی ۱۵۲ نفر جمعیت دارد.